# 獵戶座OB1星協

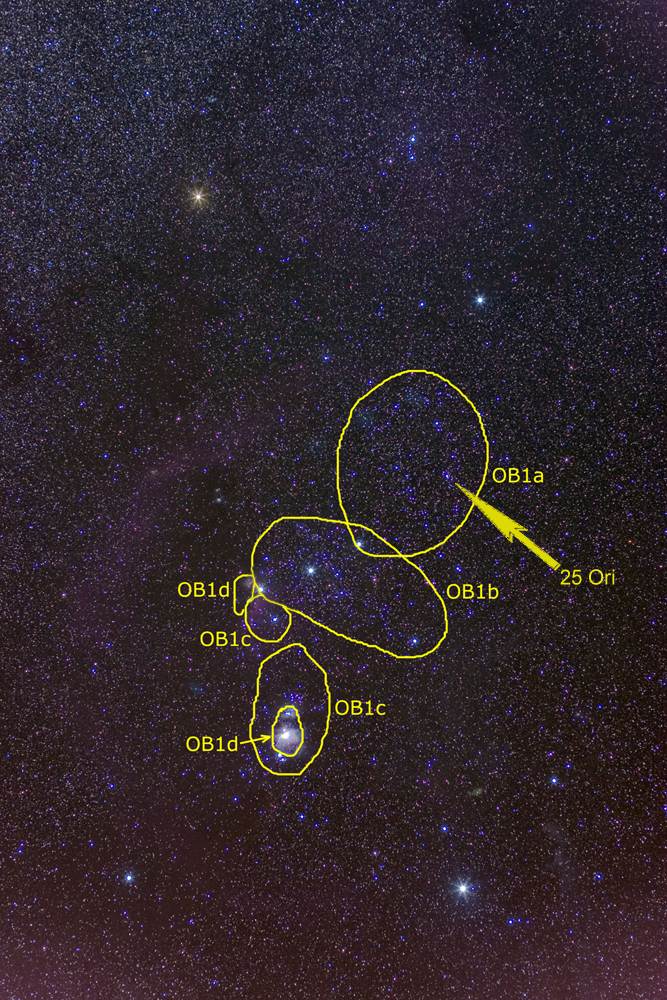
獵戶座OB1星協

獵戶座OB1星協是一個包含數打光譜類型為0和B型的熱巨星集團。星協是由數千顆低質量恆星，和一定數量的原恆星 (規模較小但重要的)。它是巨大的獵戶座分子雲團的一部分。由於相對的接近和複雜性，使他成為受到最密切研究的OB星協。
獵戶座OB1星協包含以下這些成員：
- 獵戶座OB1a – 在獵戶腰帶西北方的恆星群，平均年齡在1,200萬年。在這個集團中有另一個稱為獵戶座25群的小集團[3][4]。
- 獵戶座OB1b – 構成著名的獵戶腰帶星群最亮的三顆星獵戶座ζ (Alnitak)、 獵戶座ε (Alnilam)、和獵戶座δ (Mintaka)，還有一些其他的小星。這些恆星的平均年齡為800萬年，將來可能會分成3個群[5][6]。
- 獵戶座OB1c -獵戶之劍的恆星，年齡在300至600萬年。
- 獵戶座OB1d –獵戶座星雲和M43 (最年輕的恆星)。

在1a和1b的群中已經檢測到有些恆星演化生成出岩屑盤。
 
 
 
 